# ایرن پسوتا
ایرن پسوتا (مجاری: Irén Psota؛ ۲۸ مارس ۱۹۲۹ – ۲۵ فوریهٔ ۲۰۱۶) بازیگر اهل مجارستان بود.
از فیلم‌هایی که وی در آن‌ها مشارکت داشته‌است، می‌توان به چتر سنت پیتر و یک لیوان آبجو اشاره کرد.